# Lanzamiento de mazas

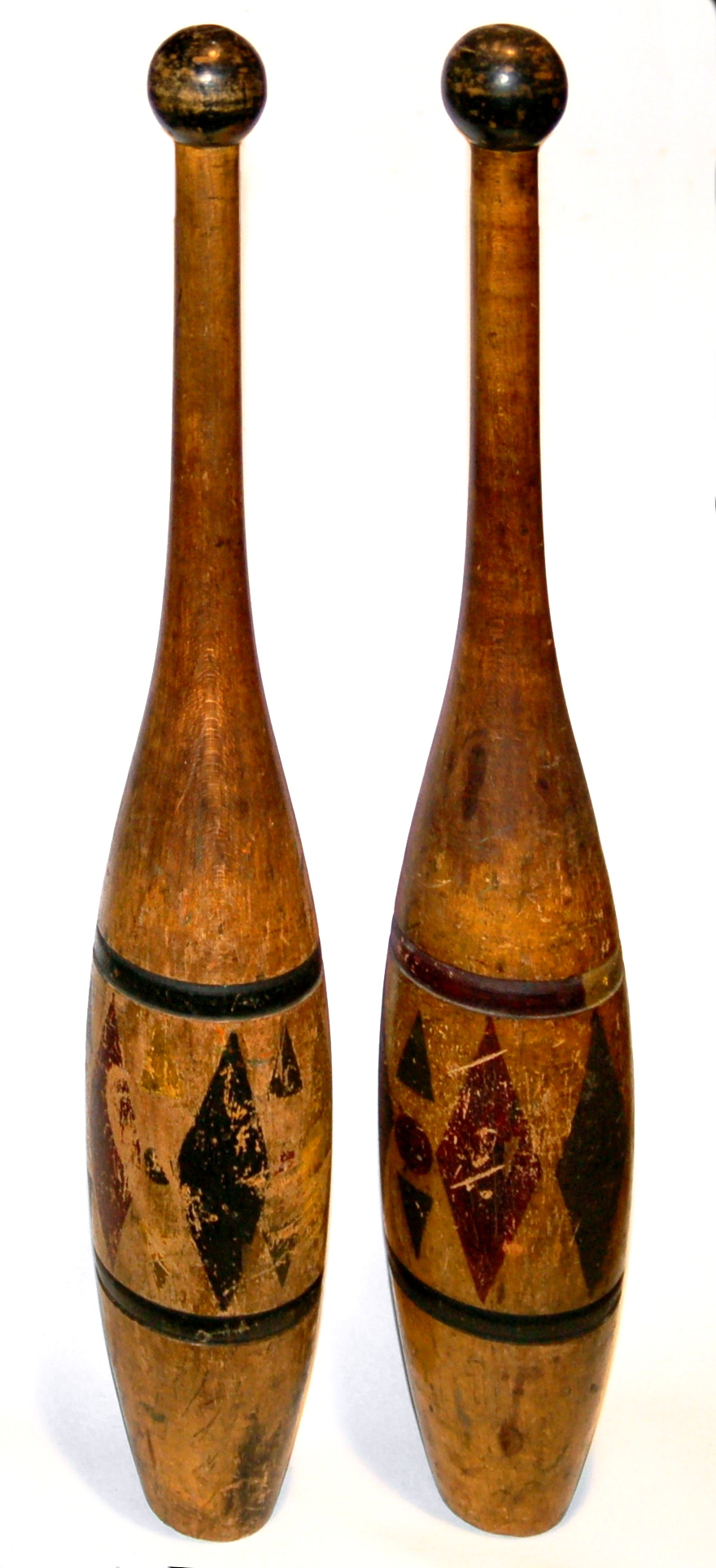
Un par de mazas indias, de finales del siglo XIX

El lanzamiento de mazas es un tipo de ejercicio de gimnasia usado para desarrollar la fuerza, consistente en balancear las mazas siguiendo un determindado programa.
Las mazas se crearon en la antigua Persia, y las usaban los luchadores de esta zona y también de Egipto. Fueron muy populares durante la era victoriana del Reino Unido y en Estados Unidos a finales del siglo XIX y comienzos del siglo XX, e incluso formaron parte de la competición de las Olimpiadas de San Luis 1904 y Los Ángeles 1932.

## Galería

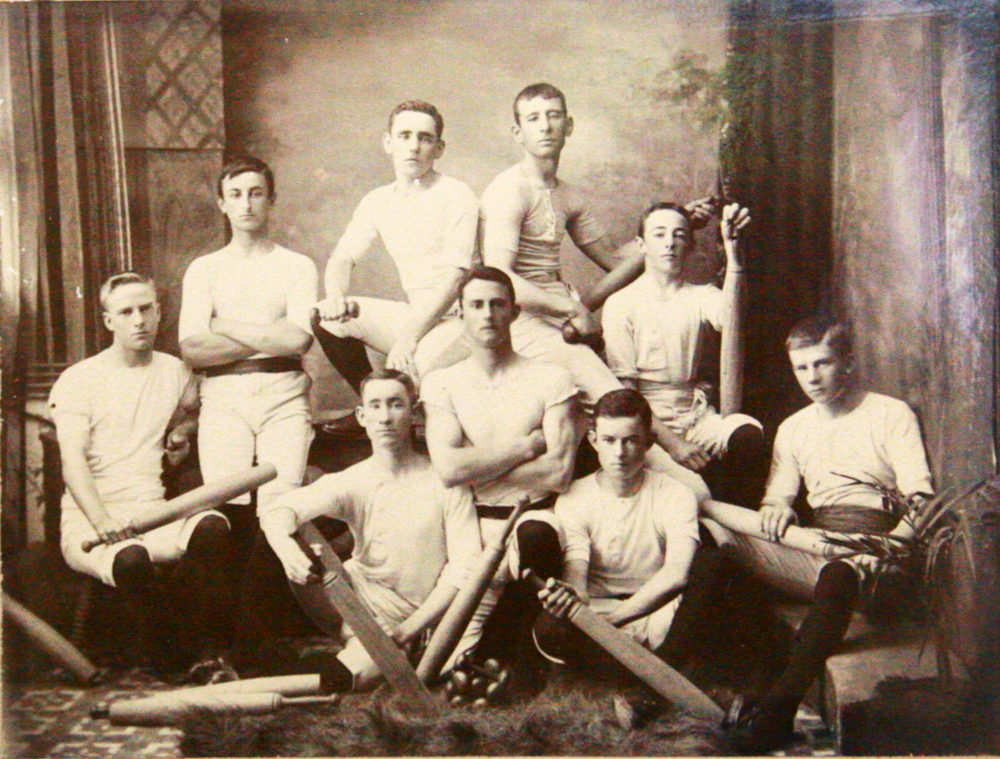
Equipo de lanzamiento de mazas de Saint Paul (Minnesota), c. 1895
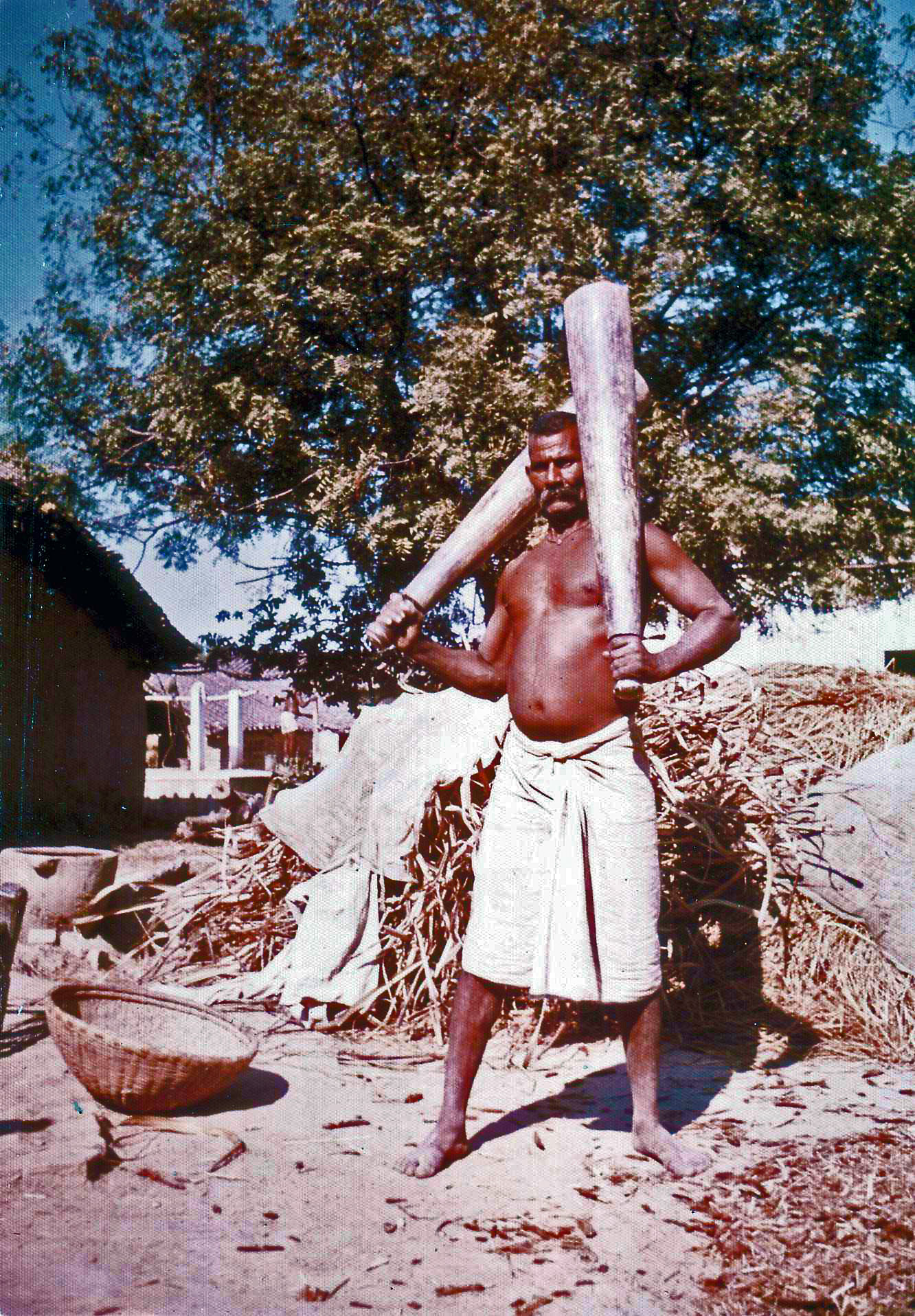
Indio entrenando con mazas, 1973
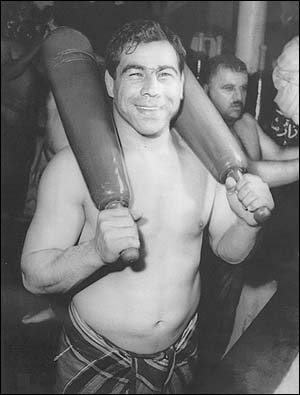
El luchador iraní Gholamreza Tajtí con mazas, 1957
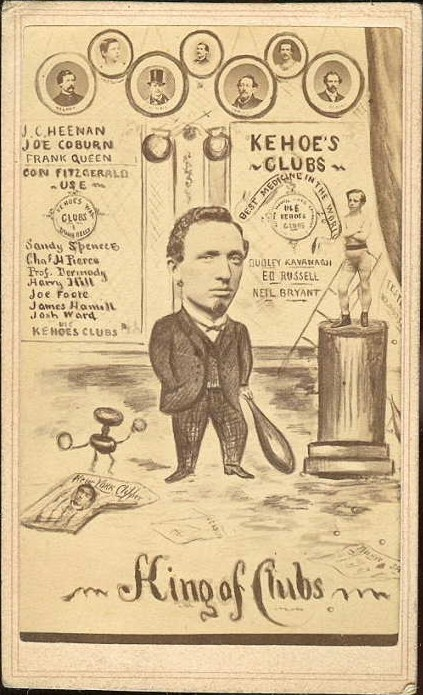
Sim D. Kehoe introdujo las mazas en Estados Unidos
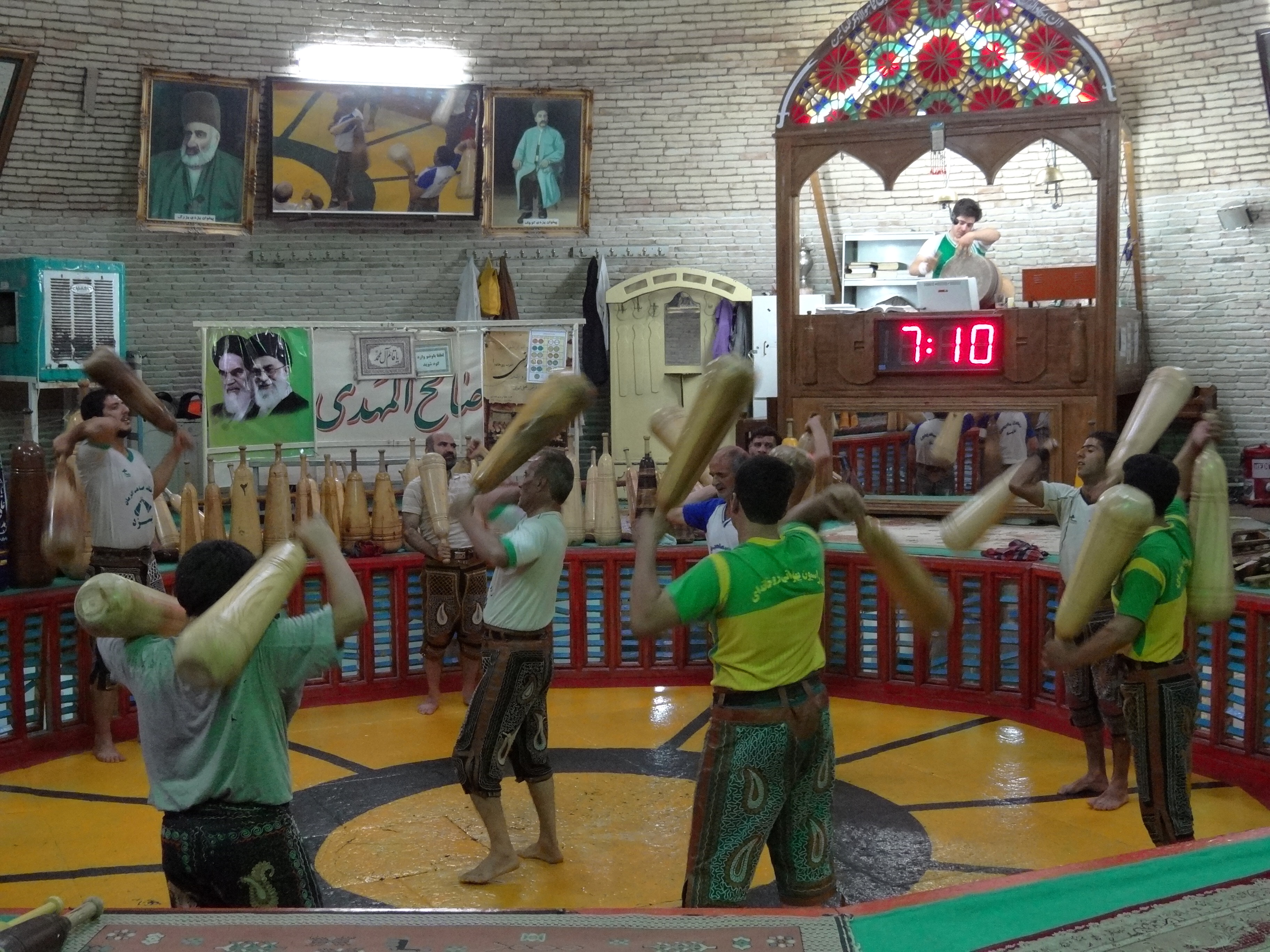
Iraníes entrenando con mazas